# دانشگاه علم و صنعت سودان
دانشگاه علم و صنعت سودان (به عربی: جامعة السودان للعلوم والتكنولوجيا)، نام یکی از اصلی‌ترین دانشگاه‌های عمومی خرطوم، سودان است.

## پیشینه
دانشگاه علم و صنعت سودان در ابتدا فعالیت را با نام مدرسهٔ فنی خارطوم و دانشکدهٔ بازرگانی آغاز کرد. دانشکدهٔ رادیولوژی (۱۹۳۲ م)، دانشکدهٔ هنر (۱۹۴۶ م)، مؤسسهٔ فنی خرطوم (۱۹۵۰ م)، مؤسسهٔ کشاورزی شمبات (۱۹۵۴ م)، دانشکدهٔ عالی تجاری خرطوم (۱۹۵۴ م)، مؤسسهٔ موسیقی و درام و مؤسسهٔ عالی تربیت بدنی (۱۹۶۹ م) اجزای اصلی مؤسسهٔ پلی‌تکنیک خارطوم در سال ۱۹۷۵ م. بودند. نیاز به آموزش عالی فنی تخصصی در سودان، باعث ارتقا این مدرسه به دانشگاه علم و صنعت سودان در سال ۱۹۹۰ م. انجامید.